# CSA Steaua București
CSA Steaua București (fullständigt namn på rumänska: Clubul Sportiv al Armatei Steaua București) är en sportklubb från Bukarest, Rumänien. Klubben bildades 7 juni 1947 under namnet Asociația Sportivă a Armatei București (ASA București), ungefär "Armesportsföreningen Bukarest" på svenska. Klubben bildades enligt dekret från försvarsminister Mihail Lascăr. Efter att Rumänska folkrepubliken utropats bytte klubben prefix till Clubul Sportiv Central al Armatei (CSCA), 1950 bytte den åter prefix, till Casa Centrală a Armate (CCA) och 1961 bytte den till det nuvarande prefixet.
Klubben har haft stora framgångar inom flera sporter, framförallt innan murens fall. Det gäller bland dess herrhandbollslag som vunnit europacupen i handboll två gånger och dess volleybollag som nått final i europacupen i volleyboll två gånger. Den dåvarande fotbollssektionen vann, som enda östeuropeiska lag före murens fall, Europacupen i fotboll 1985/1986. Det pågår (2022) en tvist om dessa ska räknas till CSA Steaua București eller till FCSB. De senare var en av flera sektioner som under de senaste decennierna privatiserats, under i det fallet juridiskt oklara förhållanden.